# Hôtel de ville de Marcinelle
L'hôtel de ville de Marcinelle est un bâtiment communal située dans la section de Marcinelle à Charleroi (Belgique). Il a été construit entre le 1950 et le 1963 par l'architecte Joseph André pour l'ancienne commune de Marcinelle.

## Histoire

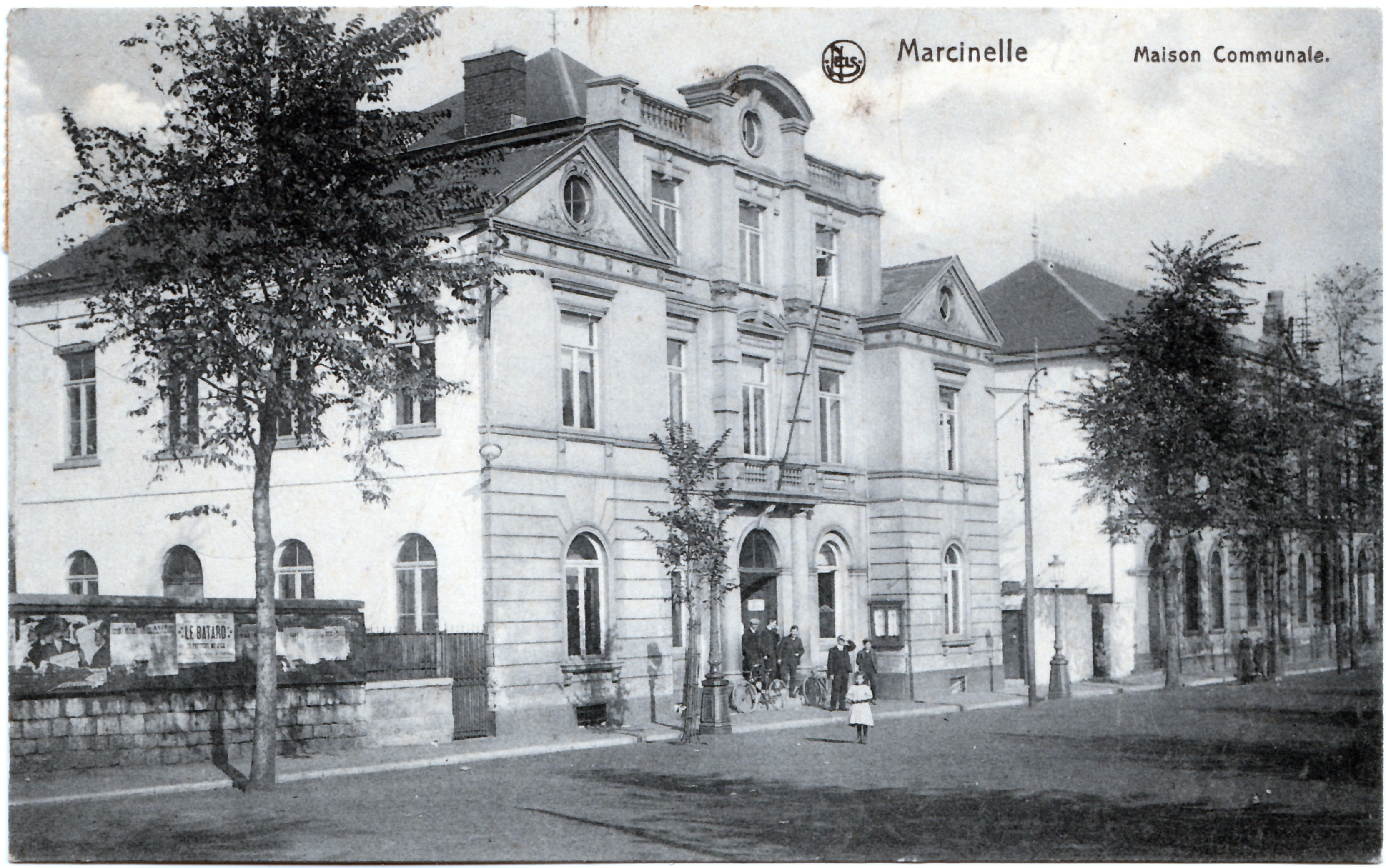
Maison communale de 1856 au début de XXe siècle.

L'ancien hôtel de ville de 1856, de style néoclassique, a été gravement endommagé lors d'un incendie de 1936, nécessitant la construction d'un nouvel hôtel. Le 2 mai 1944, il a été complètement détruit par l'armée de l'air alliée. Après la Seconde Guerre mondiale, en 1946, l'architecte Joseph André propose un nouveau projet pour le nouveau site choisi par le conseil municipal.  En face de l'avenue Mascaux et à côté du parc de la Résistance. La nouvelle proposition n'a pas été entièrement acceptée par le conseil municipal, qui a quand même préféré le site original. Ce choix a également été soutenu par l'architecte et urbaniste Maurice Pirsoul, qui en a vu l'opportunité pour réaménager l'espace de la place communale. L'urbaniste propose un espace civique piétonnier, s'articulant entre les différentes activités de l'hôtel de ville et de l'église. La proposition sera trop coûteuse pour les expropriations et la proximité de l'église Saint-Martin pose un conflit monumental avec le beffroi. Après les différentes targiversions sur le choix du site, ce n'est que grâce à l'intervention du ministre des Travaux publics que le bâtiment s'élèvera sur le site devant l'avenue Eugène Mascaux. La première pierre de l'hôtel de ville sera posée le 23 septembre 1956 et sera inauguré le 14 septembre 1963,.

## Architecture
L'architecte Joseph André a choisi de positionner les différentes entrées en fonction des fonctions. L'entrée principale est en face de l'avenue Mascaux tandis que les deux autres sont latérales vers les deux nouvelles rues du périmètre. Le programme prévoit une surface de 1 650 m2, répartie sur deux niveaux entre les services municipaux et la salle des fêtes. Les bureaux sont situés au rez-de-chaussée et entourent une salle publique de double hauteur couverte par une grande verrière. Au niveau de la mezzanine se trouve la salle des mariages et partie de l'administration. La façade est rythmée par une variation de la hauteur et de la taille des baies. Pour donner un effet massif, la pierre bleue est utilisée pour entourer les fenêtres et pour le soubassement. Le beffroi, qui domine la place, fait 36,5 m de plus et constitue le vestibule d'entrée. Il ne manque pas de richesse décorative, présentant un jeu de différents types de marbre. 
Étant l'une des dernières œuvres de l'architecte Joseph André, il ne manque pas de références au langage architectural utilisé dans ses précédents travaux. Comme au palais des Expositions de Charleroi et à l'hôtel de ville de Charleroi, ce ne sont pas les recherches de détails et les collaborations avec des artisans d'art qui manquent. Ce bâtiment est décoré de bas-reliefs de Charles De Rouck et de Michel Stiévenart et des statues en pierre et plâtre de Alphonse Darville.